# 三芳パーキングエリア

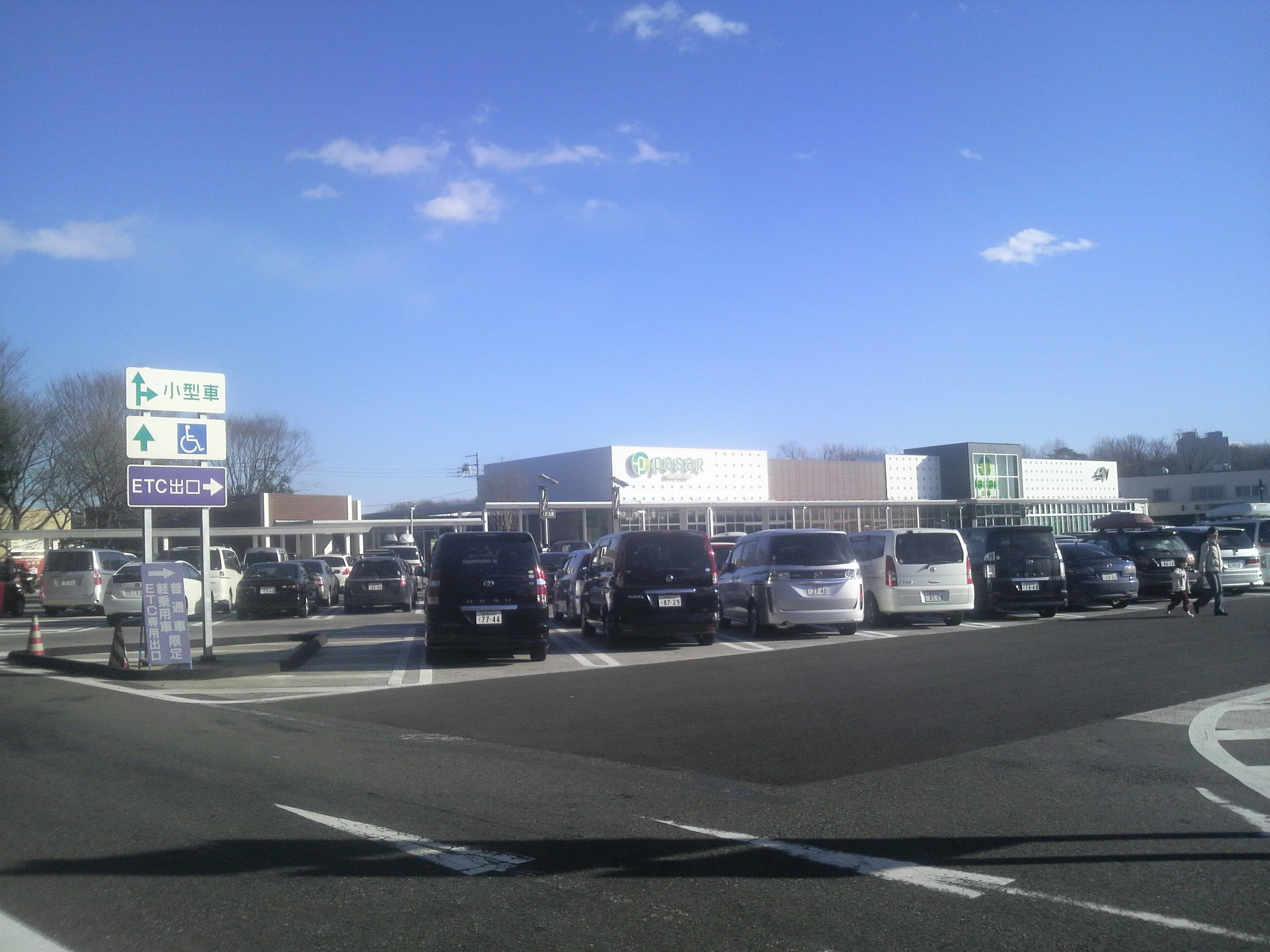
上り線施設

三芳パーキングエリア（みよしパーキングエリア）は、埼玉県入間郡三芳町大字上富にある、関越自動車道のパーキングエリア。三芳スマートインターチェンジを併設する。

## 解説
関越道始点の練馬ICからみて最初の休憩施設で、関越道の中でも特に交通量の多い区間に位置しており、下り線はレストランこそないものの、ガソリンスタンドが設置されておりサービスエリア (SA) とほぼ同等の施設を有している。また、上り線においては、「Pasar三芳」が2009年12月に一部オープン、2010年12月に全面オープンし、レストランも設置されたため、完全なサービスエリア並みの規模となった。
下り線では当PAの次の休憩施設となる高坂SAにもガソリンスタンドが設置されており、ガソリンスタンド設置の休憩施設が連続している珍しい例となっている。

## 道路
- E17 関越自動車道

## 施設

### 上り線（東京方面）
Pasar三芳が、2009年12月16日に部分開業（1期区画）。かつての施設の部分が改築されて新施設の拡張部分になり、2010年12月1日にグランドオープン。
- 駐車場
  - 大型 102台
  - 小型 150台
- トイレ
  - 男性 大14（和式3・洋11）・小38
  - 女性 59（和式12・洋式47）
    - 同伴の男児用 3
    - 子供トイレ　

  - 車椅子用 1
- ガソリンスタンド（apollostation〈イハシエネルギー〉、24時間）
  - 関越道上りでは当PAが最終の給油施設となる。大泉JCTから東京外環自動車道経由で他の高速道路へ進む場合、東北自動車道の蓮田SA、常磐自動車道の守谷SA、東関東自動車道の酒々井PA、館山道（京葉道路経由）の市原SA（深夜帯は休業）まで給油施設は設置されていない。特に千葉方面は約100 kmもの間隔が開くため、当PAの手前には給油を促す看板が設置されている。
- 給電スタンド（24時間）
- レストラン
  - すし松 (11:00 - 21:30)
- 旬撰倶楽部
  - 崎陽軒 (9:00 - 21:00)
  - 鳥麻 (9:00 - 21:00)
  - 新井園本店 (9:00 - 21:00)
  - 食の駅 (9:00 - 20:00)
  - 川越果匠 くらづくり本舗 (9:00 - 21:00)
  - 果汁工房果琳 (7:00 - 20:00)
  - ポンパドウル (7:00 - 20:00)
  - ショッピングゾーン（24時間）
- フードコート
  - 新宿さぼてんHIGHWAY EXPRESS (9:00 - 21:00) - 高速道路の施設としては初出店[2]
  - 肉処 壱丁田 (11:00 - 21:30)
  - そばと丼よしの（24時間）
  - どうとんぼり神座 (7:00 - 23:00)
  - 鶏三和 (8:00 - 21:30)
  - 炒めスパ ジャパゲッティ (8:00 - 22:00)
  - Gong cha（平日 10:00 - 20:00 / 土日祝日 9:30 - 20:30）[3]
- テイクアウトコーナー
  - おにぎり・玉子焼き にぎり玉（平日 10:00 - 21:00 / 土日祝日 8:00 - 22:00）
  - 太麺焼きそば 川越大沢亭（平日 10:00 - 21:00 / 土日祝日 8:00 - 22:00）
  - 芋や 富かわ（平日 10:00 - 21:00 / 土日祝日 8:00 - 22:00）
  - パフェ&ソフト 鐘の木（平日 10:00 - 21:00 / 土日祝日 8:00 - 22:00）
- 宝くじ売り場 大黒天宝くじ (10:00 - 19:00)
- コンビニエンスストア「ファミリーマート」（24時間）
  - コンビニATM（イーネット：三菱UFJ銀行管理）
- オートバックス (8:00 - 20:00)（2014年7月11日オープン[4]）
- 自動販売機
- 携帯電話充電器
- インフォメーション・FAXサービス (9:00 - 19:00)
- 現金自動預け払い機（セブン銀行）
- スマートIC
- 埼玉セントラル病院との間の道路わきに階段・駐輪場があり、徒歩でも入場することができる。
- ハイウェイスタンプは航空公園である。

### 下り線（長岡方面）
- 駐車場
  - 大型 101台
  - 小型 149台
- トイレ
  - 男性 大14（和式3・洋式11）・小38
  - 女性 59（和式12・洋式47）
    - 同伴の男児用 3
    - 子供トイレ　

  - 車椅子用 1
- ガソリンスタンド（ENEOS〈鹿島屋〉、24時間）
- 給電スタンド（24時間）
- スナック（24時間）
- ショッピング（24時間）
- スターバックスコーヒー (7:00 - 21:00)
- ベーカリー「ブレッズコート」(7:00 - 21:00)
- 自動販売機
- 携帯電話充電器
- インフォメーション・FAXサービス (8:00 - 18:00)
- 現金自動預け払い機（セブン銀行）
- スマートIC

## 三芳スマートインターチェンジ

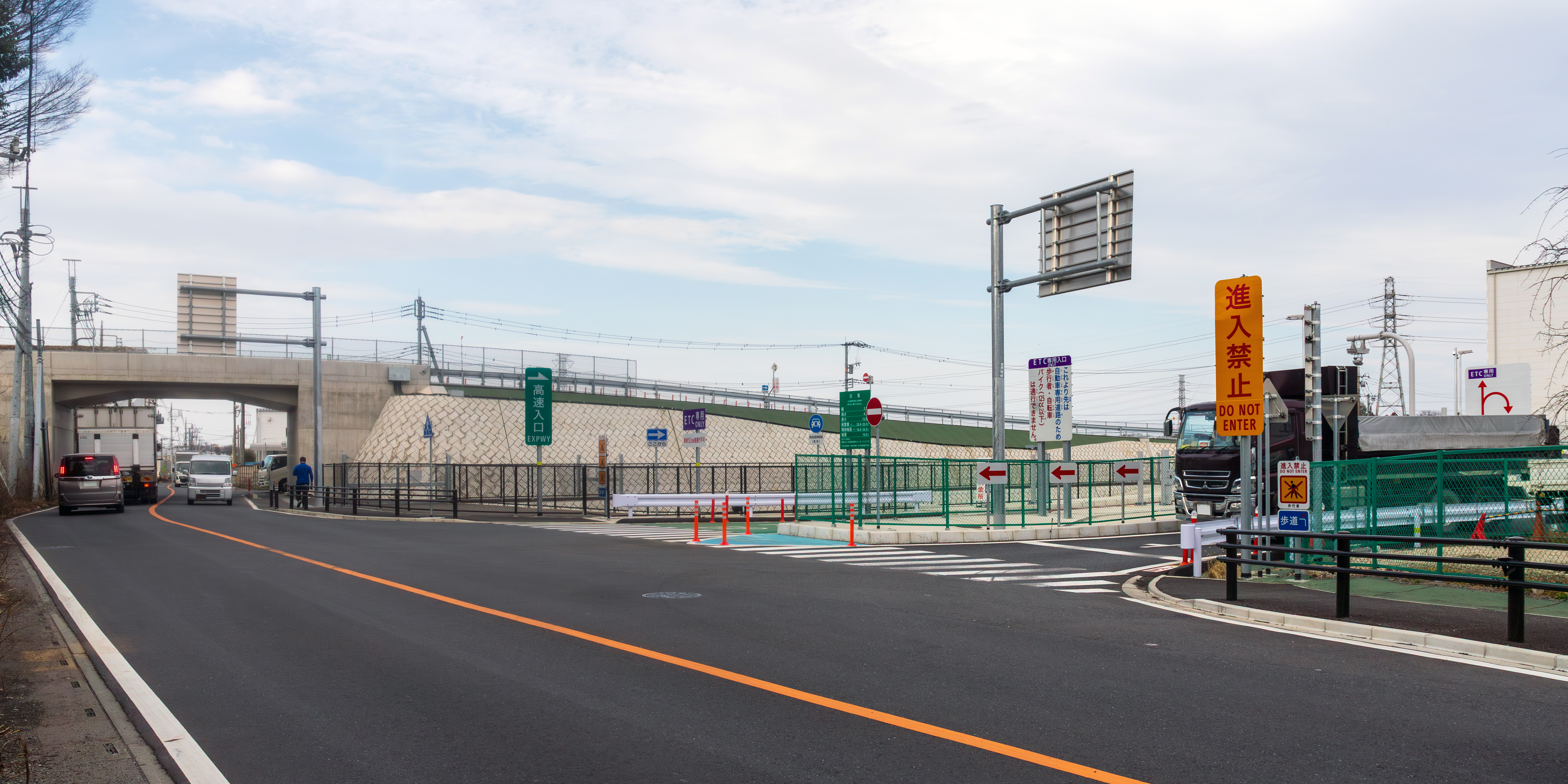
三芳SIC 上り線出入口（2025年）

国土交通省のETC利用促進策により、2005年4月17日から当初同年8月31日まで東京方面出口および新潟方面入口のSIC設置社会実験が行われ、2006年10月1日より常設となった。
2015年に、SICの東京方面入口および新潟方面出口の追加によるフルIC化と、二輪車、軽自動車、普通車（車長6.0 m以下）に制限されていた利用可能車種を全車種に拡大することが決まり、2024年3月10日に供用開始された。

### 対象車種
- ETCを搭載した全車種（車長12 m以下）

### 接続する道路
- E17 関越自動車道（3-1番）
- 町道幹線3号線
- 町道上富69号線

## 歴史
- 1971年（昭和46年）12月20日：一般国道254号東京川越道路 練馬IC - 川越IC間開通に伴い供用開始。
- 1973年（昭和48年）4月1日：一般国道254号東京川越道路の関越自動車道への昇格編入に伴い、関越自動車道のPAとなる。
- 2005年（平成17年）4月17日：三芳PA SIC社会実験開始。
- 2006年（平成18年）9月21日：三芳SICに対し国土交通大臣から連結許可書が交付される。
- 2006年（平成18年）10月1日：三芳SIC供用開始（本格運用）。
- 2009年（平成21年）12月16日：上り線にPasarを建築し、「Pasar三芳」1期区画グランドオープン。
- 2010年（平成22年）12月1日：上り線の既存施設部分をPasarに改築し、「Pasar三芳」グランドオープン。
- 2014年（平成26年）7月11日：上り線にオートバックスがオープン。
- 2015年（平成27年）6月30日：三芳SICのフル化新規事業化決定[5]。7月31日付で連結許可[7]。
- 2024年（令和6年）3月10日：三芳SICのフル化（東京方面出入口）供用開始、利用可能車種をETC搭載の全車種（車長12 m以下）に拡大[6]。

## 隣
E17 関越自動車道
(3) 所沢IC - (3-1) 三芳PA/SIC - (4) 川越IC